# Blaenau Gwent and Rhymney
Blaenau Gwent a Rhymni
Blaenau Gwent a Rhymni
Blaenau Gwent and Rhymney, également connu sous le nom alternatif de Blaenau Gwent a Rhymni, est une division électorale britannique créée en 2023 et utilisée à la suite des élections générales de 2024.
Appartenant à la catégorie des circonscriptions de comté, Blaenau Gwent and Rhymney est constitué à la suite de la révision périodique des circonscriptions parlementaires de 2023. Elle pourvoit un siège à la Chambre des communes à partir de l’ouverture de la LIXe législature, en 2024.

## Histoire
Dans le cadre de la révision des circonscriptions parlementaires de 2023, le rapport final de la commission des limites pour le pays de Galles préconise la création de Blaenau Gwent and Rhymney (également désigné sous le nom alternatif de Blaenau Gwent a Rhymni) à partir de vingt-quatre sections électorales comprises dans quatre circonscriptions existantes : seize relevant de celle de Blaenau Gwent, deux de Caerphilly, une d’Islwyn et cinq de Merthyr Tydfil and Rhymney.
Blaenau Gwent and Rhymney est érigé comme circonscription de comté par le Parliamentary Constituencies Order 2023 à partir du territoire d’une zone principale, le borough de comté de Blaenau Gwent, ainsi qu’une portion de territoire d’une autre, le borough de comté de Caerphilly (portion de huit sections électorales). Légalement, elle entre vigueur le jour des élections générales de la Chambre des communes suivant la promulgation du décret. Un siège est donc à pourvoir à partir d’élections générales anticipées devant être conduites le 4 juillet 2024,.

## Description

### Toponymie
La circonscription tire son nom de deux entités présentes sur son territoire : Blaenau Gwent et Rhymney. Elle dispose d’un nom alternatif, Blaenau Gwent a Rhymni.

### Données démographiques
Selon le rapport final sur la révision périodique des circonscriptions parlementaires de la commission des limites pour le pays de Galles, la circonscription détient 71 079 électeurs (données 2020) sur une superficie estimée de 166 km2.
D’après le dernier recensement de la population en vigueur (2021) publié par l’Office for National Statistics en 2022, la circonscription admet une population résidentielle totale (all usual residents en anglais) de 94 399 habitants. Blaenau Gwent and Rhymney comprend plusieurs zones urbanisées (built-up areas en anglais) de plus de 10 000 habitants, classées comme « petites agglomérations » : Ebbw Vale (19 630), Tredegar (14 530) et Abertillery (10 245),.

## Représentation
| Législature | Période                    | Période                    | Membre | Groupe | Fonction |
| ----------- | -------------------------- | -------------------------- | ------ | ------ | -------- |
| LIXe        | À partir du 4 juillet 2024 | À partir du 4 juillet 2024 |        |        |          |

## Résultats électoraux
| Candidat                   | Candidat            | Parti                       | Vote | Vote | Vote |
| Candidat                   | Candidat            | Parti                       | Voix | %    | ±    |
| -------------------------- | ------------------- | --------------------------- | ---- | ---- | ---- |
|                            |                     | Démocrates libéraux         |      |      | ND   |
|                            |                     | Parti conservateur          |      |      | ND   |
|                            |                     | Parti des travailleurs (en) |      |      | ND   |
|                            |                     | Parti travailliste          |      |      | ND   |
|                            |                     | Parti vert                  |      |      | ND   |
|                            |                     | Plaid Cymru                 |      |      | ND   |
|                            |                     | Réformer le Royaume-Uni     |      |      | ND   |
|                            |                     |                             |      |      |      |
| Majorité                   | Majorité            | Majorité                    |      |      | ND   |
| Transfert de Butler        | Transfert de Butler | Transfert de Butler         |      |      | ND   |
|                            |                     |                             |      |      |      |
| Corps électoral            |                     |                             |      |      |      |
| Abstention, blancs et nuls |                     |                             |      |      |      |
| Exprimés                   | Exprimés            | Exprimés                    |      |      | ND   |